# Lista över fornborgar i Värmland
Detta är en lista över fornborgar i landskapet Värmland registrerade i Fornminnesregistret. Det finns 39 fornminnen i Värmland som är registrerade som fornborgar. 37 av dem är antikvariskt bedömda som fornlämningar.

## Landskapsdelen i Värmlands län
I den del av Värmland som ligger i Värmlands län finns det 36 fornborgar som är bekräftade som fornlämningar.
| RAÄ-nummer     | Kommun       | Namn            | Koordinater                                             | Kommentar                        | Bild |
| -------------- | ------------ | --------------- | ------------------------------------------------------- | -------------------------------- | ---- |
| 39:1           | Årjäng       | Borgåsberget    | 59°17′18.54″N 12°5′6.26″Ö / 59.2884833°N 12.0850722°Ö   |                                  |      |
| 84:1           | Årjäng       | Borgåsen        | 59°23′36.36″N 12°0′25.82″Ö / 59.3934333°N 12.0071722°Ö  |                                  |      |
| 3:1            | Säffle       |                 | 59°12′54.01″N 12°56′1.03″Ö / 59.2150028°N 12.9336194°Ö  |                                  |      |
| 4:1            | Säffle       |                 | 59°14′14.43″N 13°1′30.43″Ö / 59.2373417°N 13.0251194°Ö  |                                  |      |
| 13:1           | Säffle       | Jätteåsen       | 59°11′4.95″N 12°58′47.03″Ö / 59.1847083°N 12.9797306°Ö  |                                  |      |
| 59:1           | Säffle       |                 | 59°13′49.66″N 13°6′4.00″Ö / 59.2304611°N 13.1011111°Ö   |                                  |      |
| 273:1          | Säffle       |                 | 59°11′11.21″N 12°58′28.00″Ö / 59.1864472°N 12.9744444°Ö |                                  |      |
| 71:1           | Säffle       |                 | 59°10′7.98″N 12°56′0.75″Ö / 59.1688833°N 12.9335417°Ö   |                                  |      |
| 75:1           | Säffle       | Korpåsen        | 59°11′10.51″N 12°55′34.56″Ö / 59.1862528°N 12.9262667°Ö |                                  |      |
| 184:1          | Säffle       | Ringberget      | 59°10′35.83″N 12°54′18.94″Ö / 59.1766194°N 12.9052611°Ö |                                  |      |
| 16:1           | Grums        | Edsbonden       | 59°18′55.07″N 13°7′33.99″Ö / 59.3152972°N 13.1261083°Ö  |                                  |      |
| 54:1           | Grums        |                 | 59°15′22.90″N 13°1′46.66″Ö / 59.2563611°N 13.0296278°Ö  |                                  |      |
| 60:1           | Grums        |                 | 59°17′52.16″N 13°1′4.90″Ö / 59.2978222°N 13.0180278°Ö   |                                  |      |
| 22:1           | Säffle       |                 | 58°48′3.14″N 13°15′14.81″Ö / 58.8008722°N 13.2541139°Ö  |                                  |      |
| 25:1           | Kil          | Glänneklätten   | 59°34′26.47″N 13°8′44.46″Ö / 59.5740194°N 13.1456833°Ö  |                                  |      |
| 3:1            | Karlstad     | Skansen         | 59°29′16.24″N 13°17′52.04″Ö / 59.4878444°N 13.2977889°Ö |                                  |      |
| 28:1           | Karlstad     | Predikstolen    | 59°22′16.69″N 13°19′58.76″Ö / 59.3713028°N 13.3329889°Ö |                                  |      |
| 58:1           | Säffle       |                 | 59°14′12.12″N 12°54′45.95″Ö / 59.2367000°N 12.9127639°Ö |                                  |      |
| 53:1           | Kristinehamn |                 | 59°21′24.09″N 14°4′32.14″Ö / 59.3566917°N 14.0755944°Ö  |                                  |      |
| 33:1           | Säffle       | Ulväsen         | 59°17′50.17″N 12°43′2.81″Ö / 59.2972694°N 12.7174472°Ö  |                                  |      |
| Ullerud 4:1    | Forshaga     |                 | 59°33′47.39″N 13°26′2.39″Ö / 59.5631639°N 13.4339972°Ö  |                                  |      |
| 8:1            | Karlstad     | Hökberget       | 59°24′35.08″N 13°13′31.19″Ö / 59.4097444°N 13.2253306°Ö |                                  |      |
| 89:1           | Karlstad     |                 | 59°22′11.72″N 13°10′32.21″Ö / 59.3699222°N 13.1756139°Ö |                                  |      |
| 99:1           | Kristinehamn |                 | 59°5′59.37″N 14°13′50.89″Ö / 59.0998250°N 14.2308028°Ö  |                                  |      |
| 11:1           | Karlstad     |                 | 59°21′51.38″N 13°11′25.51″Ö / 59.3642722°N 13.1904194°Ö |                                  |      |
| 23:1           | Karlstad     |                 | 59°23′25.81″N 13°11′57.03″Ö / 59.3905028°N 13.1991750°Ö |                                  |      |
| 25:1           | Arvika       | Hammarklätten   | 59°25′57.86″N 12°44′23.76″Ö / 59.4327389°N 12.7399333°Ö |                                  |      |
| 39:1           | Arvika       | Rudsklätten     | 59°30′37.17″N 12°41′29.62″Ö / 59.5103250°N 12.6915611°Ö |                                  |      |
| Ny 3:1         | Säffle       | Kungsåsen       | 59°8′26.95″N 13°10′32.78″Ö / 59.1408194°N 13.1757722°Ö  |                                  |      |
| Ny 26:1        | Säffle       | Järpåsen        | 59°7′30.35″N 13°3′39.29″Ö / 59.1250972°N 13.0609139°Ö   |                                  |      |
| 34:1           | Säffle       | Villkorsberget  | 59°2′38.19″N 13°13′39.04″Ö / 59.0439417°N 13.2275111°Ö  |                                  |      |
| 40:1           | Säffle       | Vikelåsen       | 58°59′58.62″N 13°13′50.39″Ö / 58.9996167°N 13.2306639°Ö |                                  |      |
| Fågelvik 28:1  | Karlstad     | Storeberget     | 59°29′0.00″N 13°43′23.25″Ö / 59.4833333°N 13.7231250°Ö  |                                  |      |
| Ämtervik 8:1   | Sunne        |                 | 59°45′46.90″N 13°12′47.37″Ö / 59.7630278°N 13.2131583°Ö |                                  |      |
| Ämtervik 37:1  | Sunne        | Enkullsberget   | 59°44′34.83″N 13°19′34.78″Ö / 59.7430083°N 13.3263278°Ö |                                  |      |
| Ämtervik 204:1 | Sunne        | Emterviksborgen | 59°46′10.30″N 13°15′4.24″Ö / 59.7695278°N 13.2511778°Ö  | �Norra Ås-berget, Östra Ämtervik |      |

## Landskapsdelen i Örebro län
I den del av Värmland som ligger i Örebro län finns det 1 fornborg som är bekräftad som fornlämning.
- För Karlskoga kommun, se även Lista över fornborgar i Närke.

| RAÄ-nummer | Kommun    | Namn            | Koordinater                                            | Kommentar | Bild |
| ---------- | --------- | --------------- | ------------------------------------------------------ | --------- | ---- |
| 35:1       | Karlskoga | Rövarebro Skans | 59°16′50.75″N 14°44′7.79″Ö / 59.2807639°N 14.7354972°Ö |           |      |

## Obekräftade fornborgar
Det finns dessutom 2 fornborgar i Värmland som inte är bekräftade som fornlämningar.
| RAÄ-nummer | Kommun   | Namn | Koordinater                                             | Kommentar                                      | Bild |
| ---------- | -------- | ---- | ------------------------------------------------------- | ---------------------------------------------- | ---- |
| 114:1      | Karlstad |      | 59°31′38.28″N 13°37′30.90″Ö / 59.5273000°N 13.6252500°Ö | Ej bekräftad fornlämning, endast "uppgift om". |      |
| 18:1       | Säffle   |      | 59°7′20.33″N 13°3′14.32″Ö / 59.1223139°N 13.0539778°Ö   | Ej bekräftad fornlämning, endast "uppgift om". |      |

## Fotnoter
1. 1 2 3 4 5  ”Riksantikvarieämbetet Fornsök”. Arkiverad från originalet den 1 juli 2016. https://web.archive.org/web/20160701192016/http://www.fmis.raa.se/cocoon/fornsok/search.html. Läst 4 mars 2015.